# Индийско-мадагаскарские отношения
Индийско-мадагаскарские отношения — двусторонние дипломатические отношения между Индией и Мадагаскаром. Государства являются полноправными членами Организации Объединённых Наций (ООН) и Всемирной торговой организации.

## История

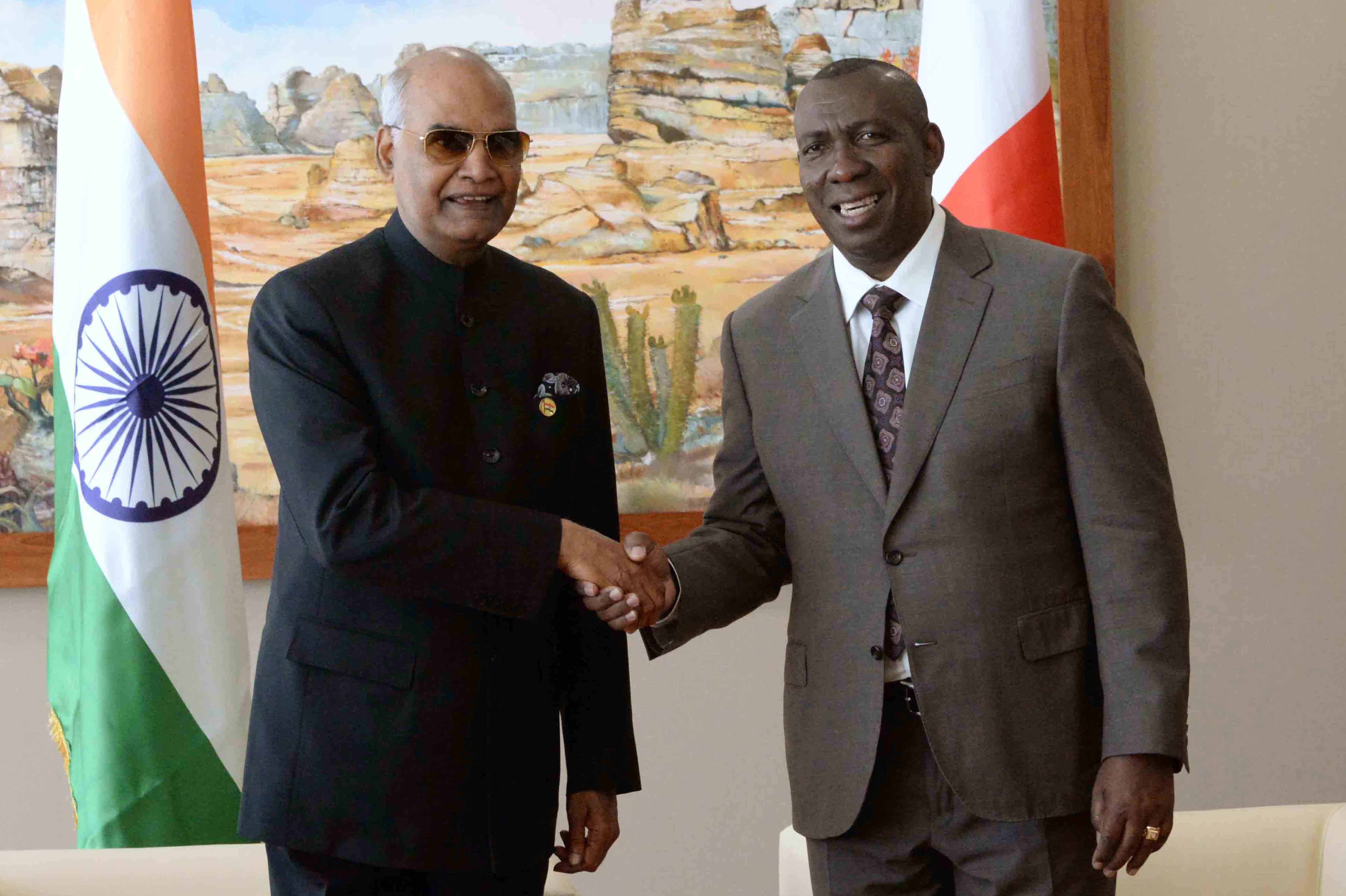
Встреча президента Индии Рама Натха Ковинда с премьер-министром Мадагаскара Оливье Махафали Солонандрасаном. Международный аэропорт Ивато, 14 марта 2018 года

Президент Мадагаскара Дидье Рацирака посещал Индию в 1980 и 1983 годах. Президент Мадагаскара Эри Радзаунаримампианина посетил Индию в октябре 2015 года для участия в саммите Индия-Африка.

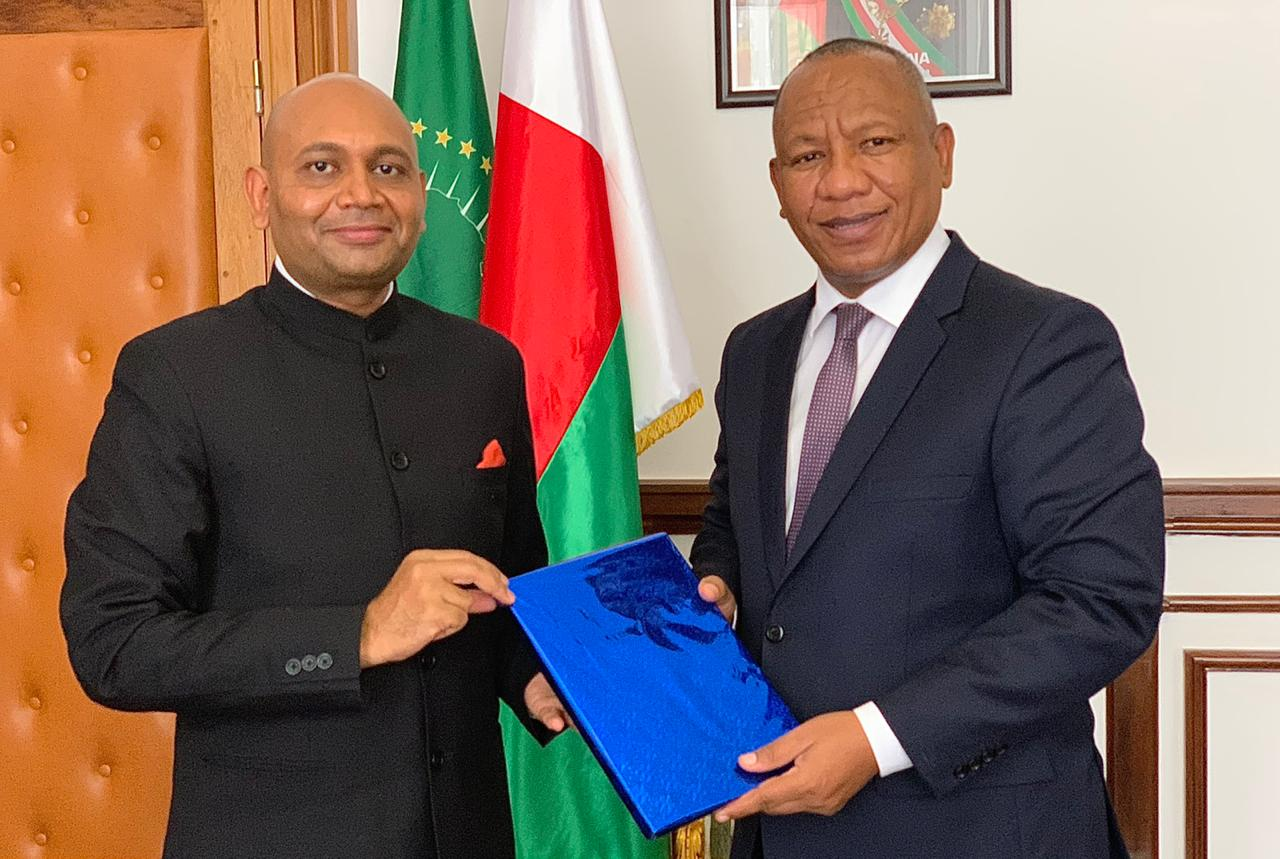
Встреча посла Индии на Мадагаскаре Абхая Кумара с премьер-министром Мадагаскара Кристианом Нтсаем

По состоянию на февраль 2011 года на Мадагаскаре проживало около 20 000 человек индийского происхождения, в том числе 2 500 граждан Индии.
В марте 2018 года Рам Натх Ковинд стал первым президентом Индии, посетившим Мадагаскар. Премьер-министр Мадагаскара Оливье Солонандрасана наградил Рама Натха Ковинда Большим крестом второй степени, высшей наградой Мадагаскара для неграждан.
Во время службы Абхая Кумара, который стал 21-м послом Индии в Антананариву в марте 2019 года, Мадагаскар стал частью отдела региона Индийского океана министерства иностранных дел Индии, что отражает растущее значение Мадагаскара в Индо-Тихоокеанском регионе.
28 января 2020 года ВМС Индии начали осуществлять операцию «Vanilla», чтобы помочь пострадавшему от наводнения Мадагаскару. 30 января 2020 года на Мадагаскар прибыл корабль «Airavat» ВМС Индии, который оказал всю необходимую помощь пострадавшему от катастрофы государству. Посол Индии на Мадагаскаре Абхай Кумар передал гуманитарную помощь премьер-министру страны Кристиану Нтсаю в рамках усилий Нью-Дели по поддержке жителей пострадавшей от наводнения африканской страны.

## Торговля
В ноябре 2008 года индийский «Exim Bank» предоставил Мадагаскару ссуду в размере 25 миллионов долларов США на развитие сельского хозяйства. По состоянию на 2011 год 61 мадагаскарец прошёл обучение в рамках Индийской программы технического и экономического сотрудничества. В марте 2018 года, чтобы облегчить осуществление программы финансовой помощи, Индия решила предложить Мадагаскару кредитную линию на 80,7 млн долларов США для сельского хозяйства и механизации.

## Военное сотрудничество
Военно-морские силы Индии имеют на Мадагаскаре радиолокационную станцию, осуществляющую наблюдение за прибрежным пространством.

## Общее происхождение
В 2013 году учёные обнаружили, что Мадагаскар и Индия были частью единого континента около 85 миллионов лет назад. Клочок земли, соединявший их, называется Маврикий. Мадагаскар был связан с юго-западной частью Индии. В странах похожая растительность, имеются густые вечнозеленые леса.